# Engenharia têxtil

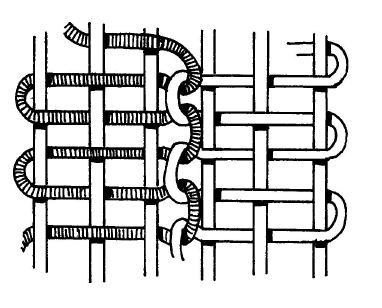
Exemplo da estrutura de um tecido

A Engenharia Têxtil é o ramo da engenharia voltado para a fabricação e tratamento de fibras, fios e tecidos, atendendo aos mais variados segmentos da indústria têxtil e de confecção. Os principais segmentos da cadeia de produção têxtil são: fiação, tecelagem, malharia, beneficiamento de tecidos e confecção.
O profissional formado em Engenharia Têxtil atua em toda a cadeia produtiva da indústria têxtil, desde a fabricação e o tratamento das fibras, produção de fios, tecidos e malhas, até a confecção final do vestuário.
O Brasil é o quinto maior produtor têxtil do mundo, com cerca de 32 mil empresas. Atualmente, a forte concorrência dos produtos chineses exige da indústria têxtil brasileira atualização tecnológica e reformulação das competências de seus profissionais, o que movimenta o mercado e abre oportunidades para este engenheiro.

## Indústrias têxteis em geral

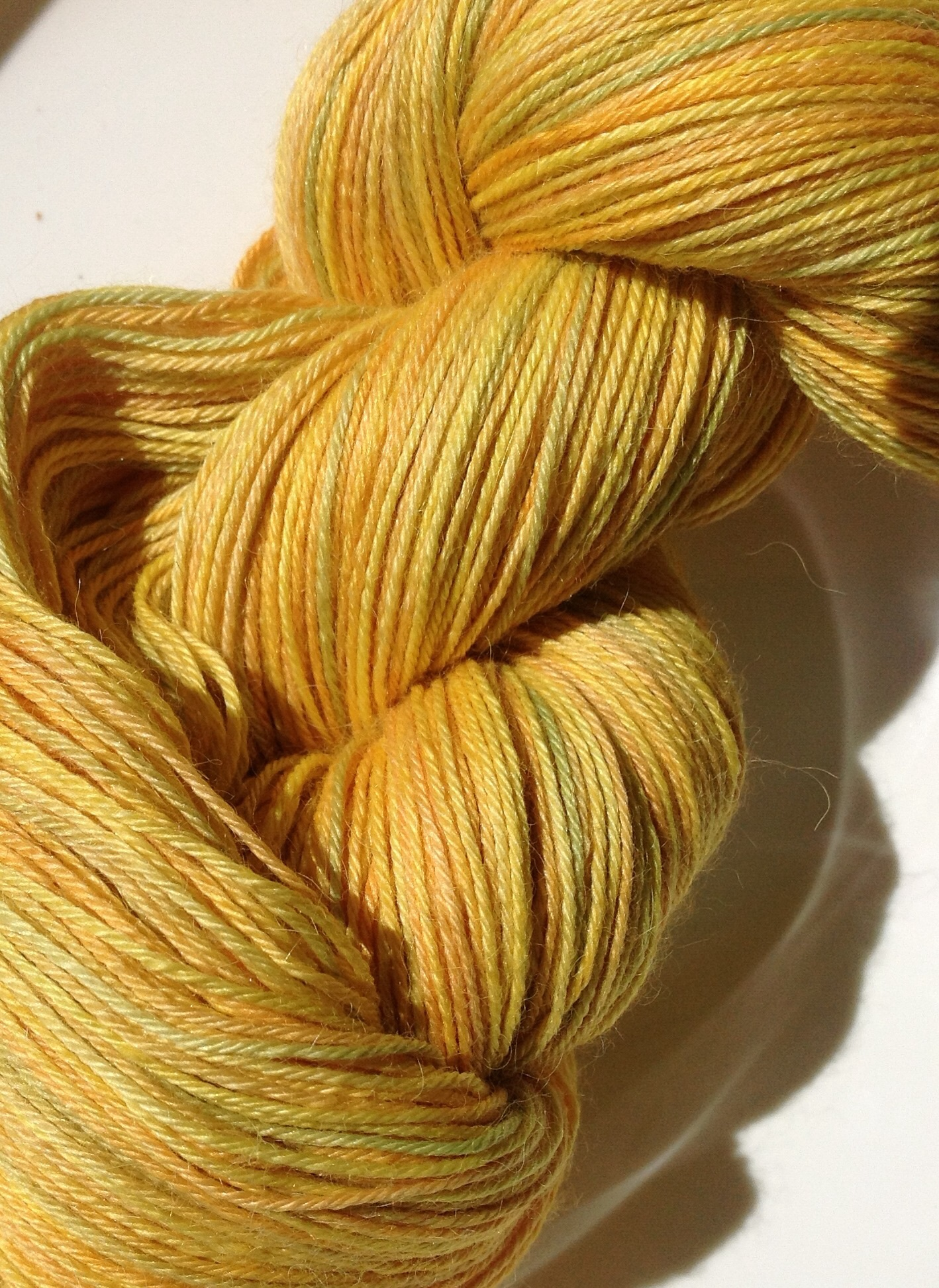
Painted lace weight yarn, alpaca, silk and cashmere 6

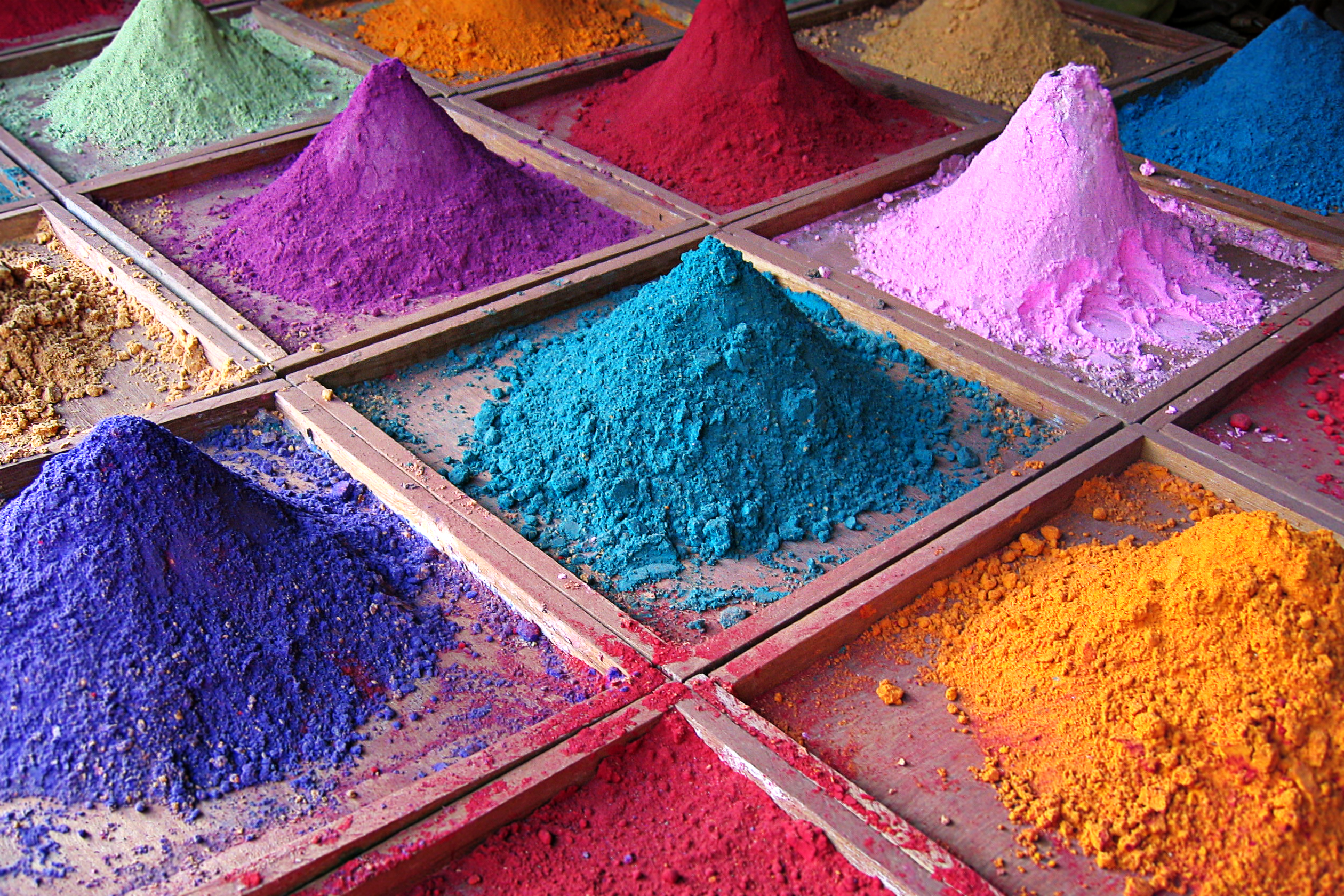
Indian pigmentsa

O profissional graduado em Engenharia Têxtil é capaz de atuar em todas as etapas da cadeia produtiva têxtil e do vestuário, podendo atuar no desenvolvimento e fabricação de fibras, fios, tecidos, malhas e nãotecidos, bem como nos setores de beneficiamento e acabamento de artigos têxteis, compreendendo as etapas de tingimento, estamparia e lavanderia nas mais diversas indústrias têxteis. Poderá ainda, trabalhar no controle de qualidade dos artigos têxteis, na indústria do vestuário, calçadista, na representação de peças e equipamentos têxteis, na auditoria e consultoria, e em projetos industriais.

## Indústrias de outros segmentos

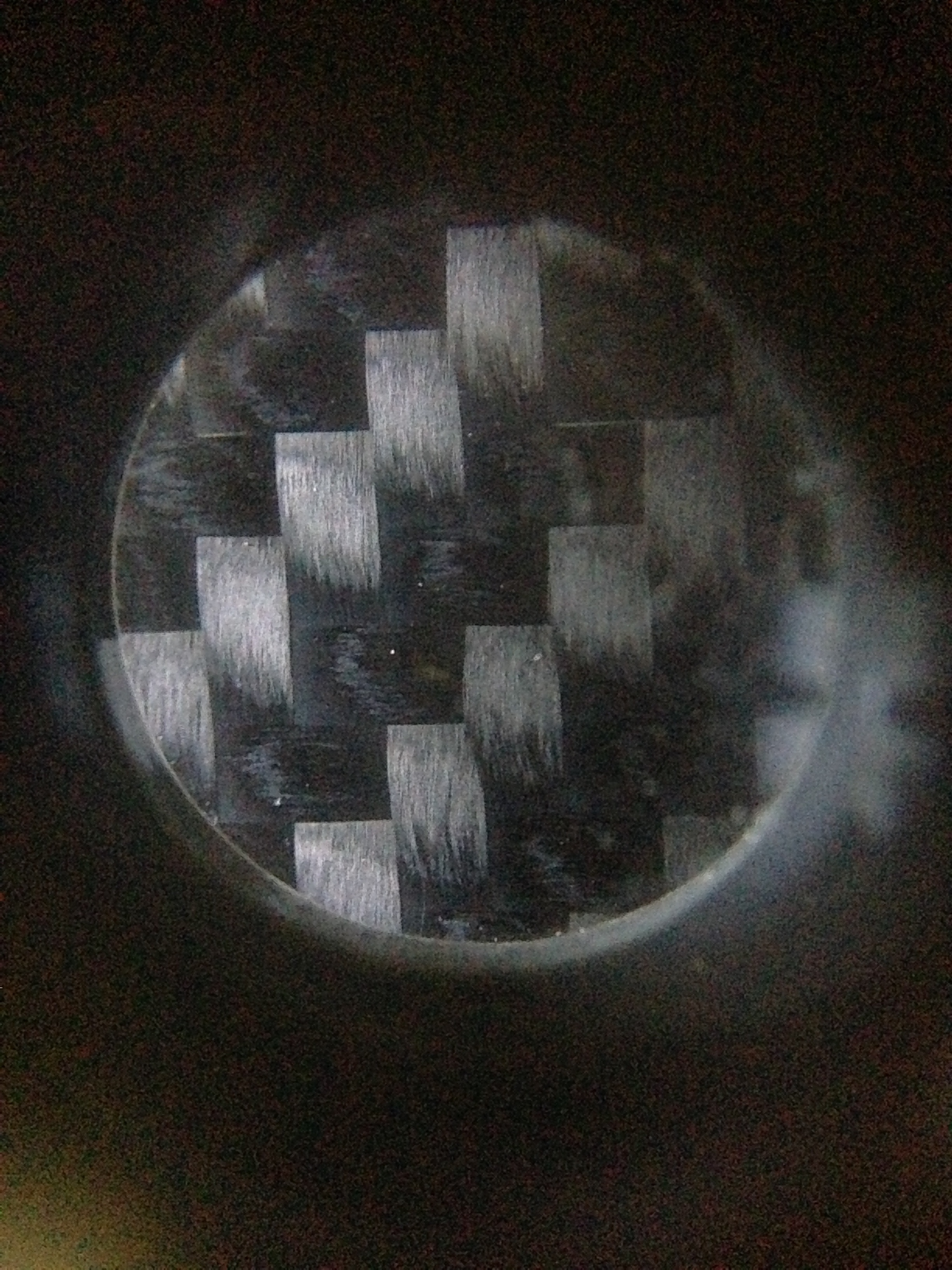
Fibra de carbono vista com uma lupa 2013-08-11 08-25

O Engenheiro Têxtil também pode atuar em indústrias de outros segmentos que utilizam substratos têxteis, como a indústria automobilística (com aplicação da fibra de carbono, por exemplo) e aeronáutica.

## Têxteis Técnicos
De forma geral, os têxteis técnicos fazem parte do segmento da Indústria Têxtil cujos produtos visam, prioritariamente, ao atendimento de necessidades de desempenho bem específicas, sendo usados principalmente por suas propriedades funcionais, em detrimento de sua aparência ou estética. O O setor dos têxteis técnicos é geralmente segmentado em diversas áreas em função das suas diversas aplicações, sendo as principais: construção e arquitetura; engenharia civil (geotêxteis); medicina (têxteis cirúrgicos); esporte e lazer.

## Têxteis Inteligentes
Ainda, destacam-se os têxteis inteligentes, que são aqueles que podem reagir a partir de um estímulo, como luz, calor, e suor. Por exemplo, a técnica de microencapsulação, que permite isolar os compostos ativos mediante uma membrana natural, pode ser aplicada aos têxteis por foulardagem, pulverização ou por esgotamento em uma solução, sem alterar seu comportamento nem sua cor, sendo que o princípio ativo contido na microcápsula é liberado sobre a pele mediante a fricção (estímulo). Ainda como exemplo, têm-se os têxteis fotocrômicos, que quando expostos à luz do sol, luz ultravioleta ou outras fontes de luz, sua cor se altera. Semelhantes aos têxteis fotocrômicos, são os têxteis termocrômicos, que possuem sua cor alterada devido à variação de temperatura. Outros exemplos são têxteis para segurança, saúde, comunicação (têxteis eletrônicos), e têxteis com memória de forma.

## Docência e Pesquisa
Por sua formação, o Engenheiro Têxtil poderá ainda desempenhar atividades em institutos de pesquisas e universidades.

## No Brasil

### O primeiro curso de graduação em Engenharia Têxtil do Brasil
Devido à grande demanda existente no mercado de trabalho e sob influência do Sindicato das Indústrias de Fiação e Tecelagem do Estado de São Paulo (Sinditêxtil), o Centro Universitário FEI iniciou, em agosto de 1963, o curso de Engenharia de Operação na modalidade Têxtil, em São Bernardo do Campo (SP). O curso de Engenharia de Operação (que formaria profissionais hoje conhecidos como tecnólogos), com duração menor (3 anos), sempre esteve cercado de polêmicas, principalmente devido à contestação de outras escolas de Engenharia, como o Instituto Mauá de Tecnologia (IMT) e a Escola Politécnica da Universidade de São Paulo (POLI-USP), além do próprio Conselho Regional de Engenharia e Agronomia (CREA). Assim, foi iniciado em 1965 um reestudo do currículo, visando garantir o diploma de engenheiro pleno aos alunos que iniciaram o curso de Engenharia de Operação, porém isto só seria possível com a complementação do curso com mais 2 anos de estudos. Assim, os cursos de Engenharia de Operação foram gradativamente extintos, e em 1967, iniciaram-se as atividades dos cursos de Engenharia Industrial Modalidade Mecânica - Opção Têxtil e Engenharia Industrial Modalidade Química - Opção Têxtil. Os primeiros engenheiros de operação na modalidade têxtil se formaram em 1966, e em sequência, continuaram os estudos para a formação plena escolhendo entre as duas modalidades (Mecânica ou Química) da área têxtil. Assim, os primeiros engenheiros formaram-se em 1968 mas os diplomas foram validados somente em 1971. Em 1982, o curso passou a ser denominado Engenharia Mecânica, Ênfase Têxtil. Em 1987, foi aprovado o parecer instituindo os cursos de Engenharia Têxtil e Engenharia de Produção Têxtil. Desde o segundo semestre de 2019, o Centro Universitário FEI não oferece mais o curso de graduação em Engenharia Têxtil.

## Histórico da Engenharia Têxtil Resumido em Tópicos
- Em 1963, o Centro Universitário FEI iniciou o curso de Engenharia de Operação na modalidade Têxtil, em São Bernardo do Campo (SP);
- Em 1973, o SENAI por meio do Centro de Tecnologia da Indústria Química e Têxtil (CETIQT) iniciou o curso de Engenharia Operacional Têxtil, no Rio de Janeiro (RJ);
- Em 1987, foi aprovado o parecer instituindo os cursos de Engenharia Têxtil e Engenharia de Produção Têxtil no Centro Universitário FEI, em São Bernardo do Campo (SP);
- Em 1991, a Universidade Estadual de Maringá (UEM) passou a ofertar o curso de Engenharia Têxtil, na cidade de Goioerê (PR);
- Em 1997, o SENAI CETIQT foi a primeira unidade a lançar o ensino de nível superior no Sistema Indústria com o curso de Engenharia Industrial Têxtil, no Rio de Janeiro (RJ);
- Em 1997, a Universidade Federal do Rio Grande do Norte (UFRN) iniciou o curso de Engenharia Têxtil, na cidade de Natal (RN);
- Em 2010, a Universidade Tecnológica Federal do Paraná (UTFPR) passou a ofertar o curso de Engenharia Têxtil, na cidade de Apucarana (PR);
- Em 2013, inicia-se o curso de Doutorado em Engenharia Têxtil na Universidade Estadual de Maringá (UEM), através de uma parceria desta universidade com a Universidade do Minho (Portugal);
- Em 2014, a Universidade Federal de Santa Catarina (UFSC) passou a ofertar o curso de Engenharia Têxtil na cidade de Blumenau (SC)[7].
- Em 2017, é criado o primeiro curso de Mestrado em Engenharia Têxtil do Brasil, ofertado pela UFRN em Natal (RN)[8].
- Em 2019, a UFSC passou a ofertar o curso de Mestrado em Engenharia Têxtil na cidade de Blumenau (SC)[9].